# Laurenz Rex
Laurenz Rex (Marburg, 15 december 1999) is een Belgisch wielrenner die in 2021 prof werd bij Bingoal Pauwels Sauces WB. In 2023 maakte hij de overstap naar Intermarché-Circus-Wanty. Zijn jongere broer Tim is ook wielrenner.

## Carrière
In 2023 won Rex de Dorpenomloop Rucphen, door in een sprint met drie af te rekenen met Gianluca Pollefliet en Andrea Raccagni Noviero. Een maand later werd hij negende in Parijs-Roubaix. In mei stond hij aan de start van de Ronde van Italië, zijn debuut in een Grote Ronde. In zowel de elfde als de veertiende etappe maakte hij deel uit van de vroege vlucht. In 2024 won hij Le Samyn, een Waalse eendagskoers.

## Overwinningen
2023
Dorpenomloop Rucphen
2024
Le Samyn

## Resultaten in voornaamste wedstrijden
| Jaar | Ronde van Italië | Ronde van Frankrijk | Ronde van Spanje |
| ---- | ---------------- | ------------------- | ---------------- |
| 2021 |                  |                     |                  |
| 2022 |                  |                     |                  |
| 2023 | 88e              |                     |                  |
| 2024 |                  | 118e                |                  |
| 2025 |                  | 141e                |                  |

| Jaar | Milaan-San Remo | Gent-Wevelgem | Ronde van Vlaanderen | Parijs-Roubaix | Omloop Het Nieuwsblad | Parijs-Tours |
| ---- | --------------- | ------------- | -------------------- | -------------- | --------------------- | ------------ |
| 2021 |                 | opgave        |                      | 21e            |                       | 39e          |
| 2022 |                 | 16e           |                      |                | 44e                   | opgave       |
| 2023 |                 | 45e           | 49e                  | 9e             | opgave                |              |
| 2024 |                 | 16e           | 21e                  | opgave         | 6e                    | 48e          |
| 2025 | 162e            | 10e           | 26e                  | 10e            | 30e                   |              |

## Ploegen
- 2018 –  AGO-Aqua Service (stagiair vanaf 1 augustus)
- 2019 –  Wallonie-Bruxelles Development Team
- 2020 –  Wallonie-Bruxelles Development Team
- 2021 –  Bingoal Pauwels Sauces WB
- 2022 –  Bingoal Pauwels Sauces WB
- 2023 –  Intermarché-Circus-Wanty
- 2024 –  Intermarché-Wanty
- 2025 –  Intermarché-Wanty

Aniołkowski · Castrique · De Bie · Dupont · Huys · Livyns · Menten · Mertz · Molly ·Paasschens · Paquot · Peyskens · Rex · Robeet · Suter · Vallée · Vanendert · Venner · L. Wirtgen · T. Wirtgen · De Maeght (stagiair) · Desal (stagiair)
Aniołkowski · Blouwe · De Maeght · Desal · Dupont · Lauk · Livyns · Meens · Menten · Mertz · Molly ·Paasschens · Paquot · Peyskens · Rex · Robeet · Tietema (vanaf 1/2) · Tizza · Venner · Viviani (vanaf 21/3) · L. Wirtgen · T. Wirtgen · Desmarets (stagiair) · Dopchie (stagiair)
Bonifazio · Bystrøm · Calmejane · Costa · De Gendt · De Pooter · Girmay · Goossens · Herregodts · Huys · Johansen · Marit · Meintjes · Mihkels · Page · Paquot · Petilli · Petit · Planckaert · Rex · Rota · Smith · Taaramäe · Teunissen · Thijssen · van der Hoorn · van Poppel · Vliegen · Zimmermann
Braet · Busatto · Calmejane · Colleoni · De Pooter · Faure Prost · Girmay · Goossens · Herregodts · Kuypers(vanaf 4/4) · Marit · Meintjes · Mihkels · Page · Paquot · Petilli · Petit · Planckaert · Rex · Rota · Smith · Taaramäe · Teunissen · Thijssen · van der Hoorn · Van Hoecke · van Poppel · van Sintmaartensdijk · Zimmermann · Dolven(stagiair)